# Arês
Arês, ook geschreven als Arez, is een gemeente in de Braziliaanse deelstaat Rio Grande do Norte. De gemeente telt 12.732 inwoners (schatting 2009).